# Servizio sanitario nazionale (Italia)

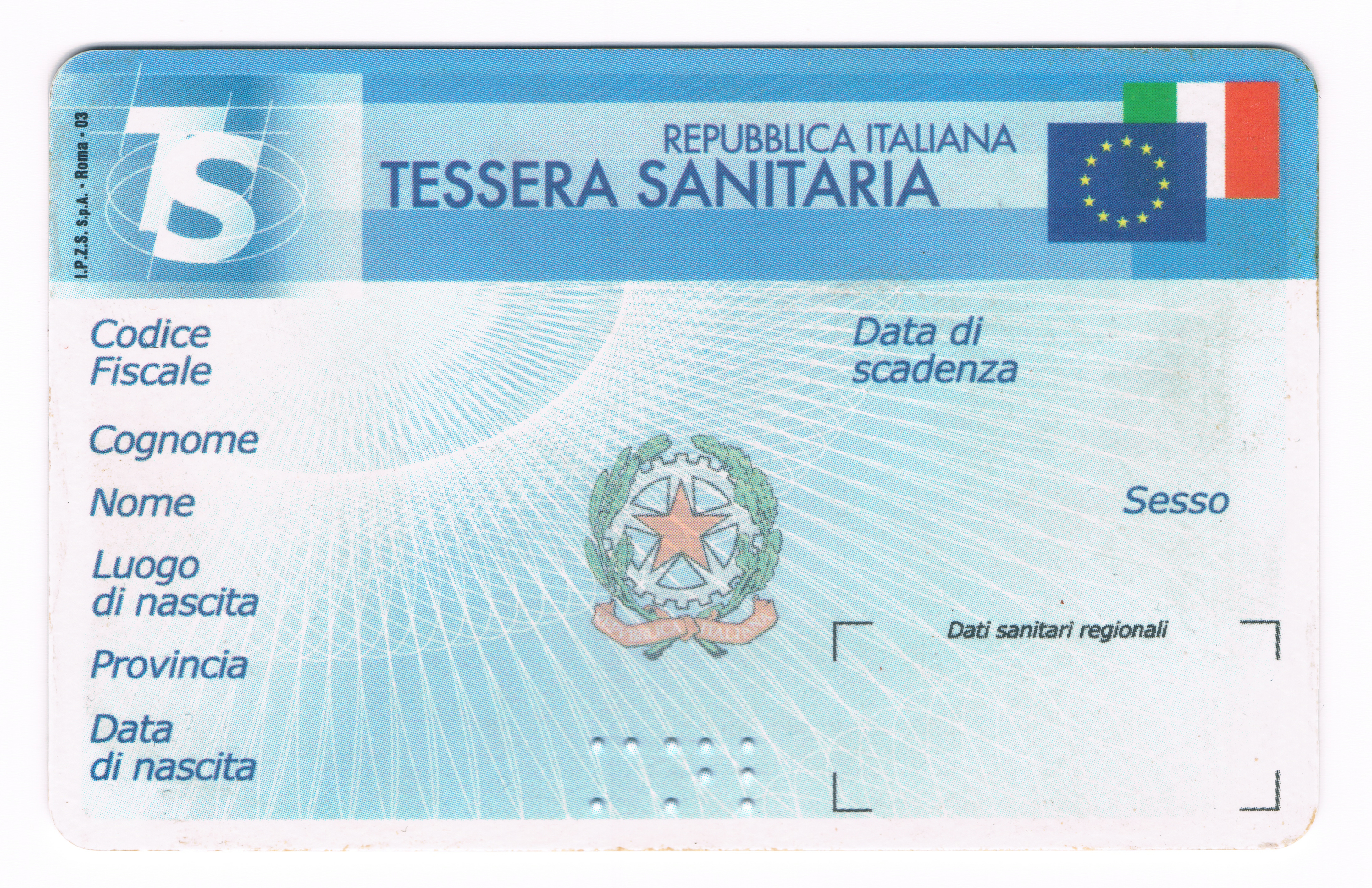
Tessera sanitaria

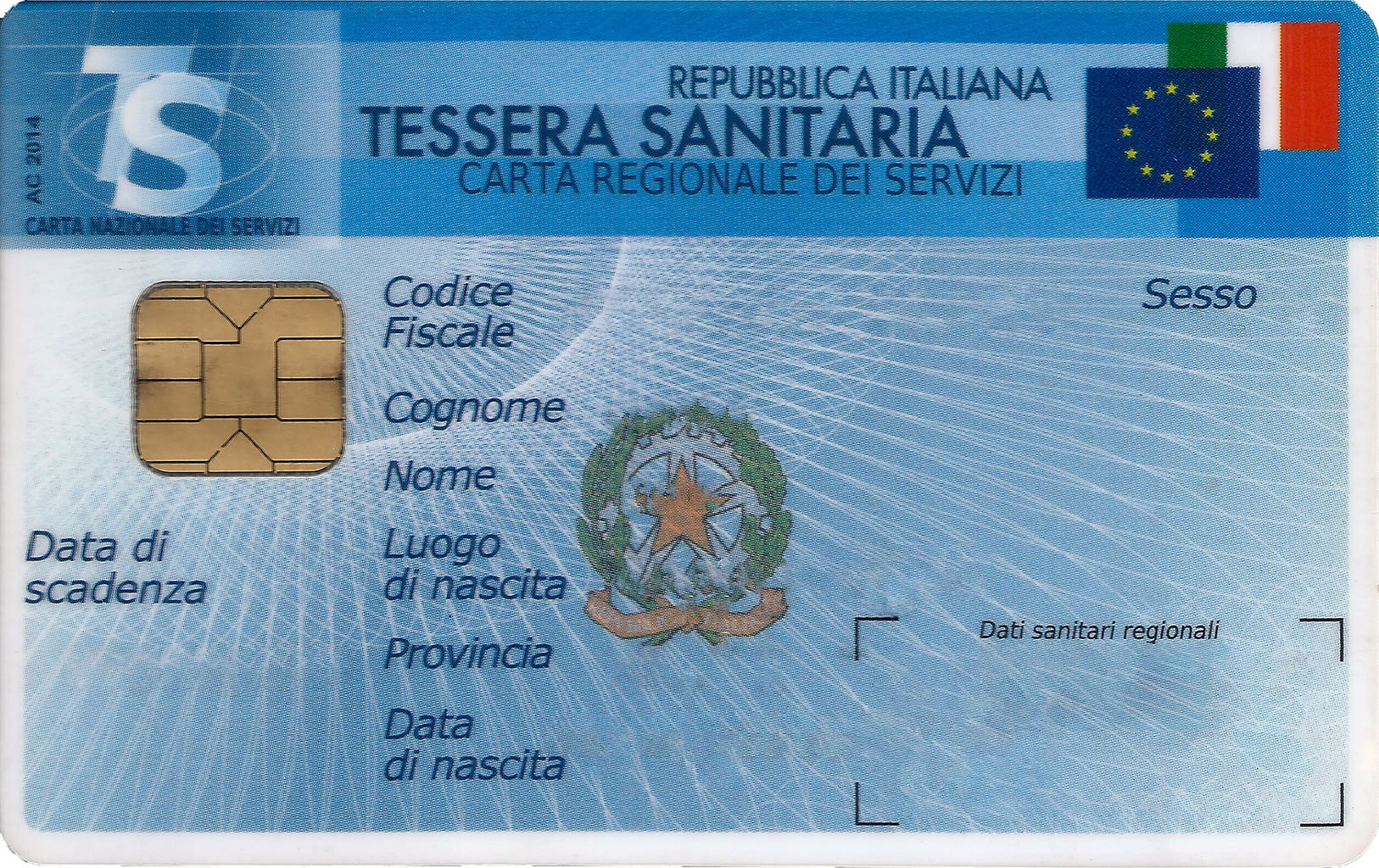
Tessera sanitaria, carta nazionale dei servizi

Il servizio sanitario nazionale (SSN), in Italia, identifica il complesso delle funzioni, delle attività e dei servizi assistenziali gestiti ed erogati dallo Stato.

## Storia

### Dall'unità d'Italia al ventennio fascista
Prima della sua istituzione, il sistema assistenziale-sanitario era basato su numerosi "enti mutualistici" o "casse mutue", ovvero "Società di mutuo soccorso". Il più importante tra di essi era l'Istituto nazionale per l'assicurazione contro le malattie. 
Ciascun ente era competente per una determinata categoria di lavoratori che, con i familiari a carico, erano obbligatoriamente iscritti allo stesso e, in questo modo, fruivano dell'assicurazione sanitaria per provvedere alle cure mediche e ospedaliere, finanziata con i contributi versati dagli stessi lavoratori e dai loro datori di lavoro. Il diritto alla tutela della salute era quindi correlato non all'essere cittadino ma all'essere lavoratore (o suo familiare) con conseguenti casi di mancata copertura; vi erano, inoltre, sperequazioni tra gli stessi assistiti, vista la disomogeneità delle prestazioni assicurate dalle varie casse mutue. Questo sistema era complessivamente e popolarmente chiamato mutua (sanitaria).
Una prima norma in tema di sanità pubblica fu la legge 22 dicembre 1888, n. 5849, che introdusse una prima struttura centrale pubblica articolata su medici provinciali e comunali, istituendo, tra l'altro, le figure del medico condotto e dell'ufficiale sanitario; successivamente, durante il ventennio fascista, il regio decreto 27 luglio 1934, n. 1265 (testo unico delle leggi sanitarie) disciplinò l'ordinamento, gli organi e le competenze dei servizi sanitari statali, raccogliendo la materia in un'unica norma.

### Il secondo dopoguerra e il "Ministero della Sanità"
Nel luglio 1945 viene istituito l'Alto commissariato per l'igiene e la sanità pubblica (ACIS) (d.lgt del 12 luglio 1945 n. 417, cui si aggiunse il d.lgt 31 luglio 1945 n. 446 che ne precisò le competenze) che ereditò le competenze della soppressa Direzione generale della sanità pubblica del Ministero dell'interno, divenendo l'organo tecnico centrale cui spettava la tutela della salute pubblica. Fu incardinato presso la Presidenza del Consiglio dei ministri. Gli furono demandati anche i poteri di vigilanza e tutela su CRI e sull'ONMI.
La legge 13 marzo 1958, n. 296 - approvata durante il Governo Zoli - istituì il Ministero della sanità scorporando le relative funzioni dall'Alto Commissariato per l'igiene e la salute pubblica. Il primo titolare del dicastero fu il medico tisiologo professor Vincenzo Monaldi, esponente della Democrazia Cristiana. Con la legge 12 febbraio 1968, n. 132 (cosiddetta "legge Mariotti", dal nome del Ministro Luigi Mariotti, del Partito Socialista Italiano), fu riformato il sistema degli ospedali, fino ad allora per lo più gestiti da enti di assistenza e beneficenza, trasformandoli in enti pubblici ("enti ospedalieri") e disciplinandone l'organizzazione, la classificazione in categorie, le funzioni nell'ambito della programmazione nazionale e regionale e il finanziamento. La legge 17 agosto 1974, n. 386 estinse i debiti accumulati dagli enti mutualistici nei confronti degli enti ospedalieri, sciolse i consigli di amministrazione dei primi e ne dispose il commissariamento, trasferendo i compiti in materia di assistenza ospedaliera alle Regioni.

### La legge n. 833/1978 e l'istituzione
Infine, il governo Andreotti IV su proposta del ministro della sanità Tina Anselmi, con la legge 23 dicembre 1978, n. 833 soppresse il sistema mutualistico e istituì il SSN - "Servizio sanitario nazionale", con decorrenza dal 1º luglio 1980. Il nuovo sistema sanitario, basato sul ruolo fondamentale delle Regioni, fu realizzato su iniziativa di Aldo Aniasi, ministro della sanità nei governi Cossiga II e Forlani.
Il principio guida del servizio sanitario nazionale sarebbe stato, nelle intenzioni dei suoi costitutori, quello della sanità come bene universalmente fruibile. La legge estese l'opera di diffusione della sanità come bene pubblico essenziale e affermò il finanziamento del SSN attraverso l'istituzione di un Fondo Sanitario Nazionale (FSN), il cui ammontare è determinato annualmente dal governo italiano.

### Le riforme sanitarie successive
Durante il governo Amato I, sulla base della legge delega 23 ottobre 1992, n. 421, le strutture pubbliche da Unità Sanitarie Locali (USL) vennero trasformate in Aziende Sanitarie Locali (ASL) (ai sensi del D. Lgs. 30 dicembre 1992, n. 502), dotate di autonomia giuridica e finanziaria, introducendo nel settore sanitario, logiche delle imprese private, quali l'attenzione al costo e al risultato e alla qualità del servizio erogato. Il d.lgs. 29 aprile 1998 affermò il diritto all'utilizzo di attività libero-professionali in regime intra moenia nel caso in cui non sia possibile rispettare determinate scadenze. In determinate circostanze, si ha diritto al rimborso dei costi delle prestazioni fornite da un'organizzazione sanitaria privata.
Il successivo D. Lgs. 19 giugno 1999, n. 229 ha introdotto una disciplina, motivata dal potenziale conflitto di interesse, per i medici dipendenti in servizio presso le ASL con il divieto di svolgere attività privata all'interno delle strutture pubbliche (intra moenia) ed esternamente, e l'obbligo di scelta fra una delle due tipologie di attività. Nel 2012 il decreto Balduzzi, oltre aver abolito le incompatibilità introdotte nel 1999 ha riguardato poi la riorganizzazione del servizio sanitario in Italia e la regolamentazione dell'attività medica e scientifica.

## Descrizione e caratteristiche
Attraverso esso viene data attuazione all'art. 32 della Costituzione italiana che sancisce il "diritto alla salute" di tutti gli individui. Si pone dunque come un sistema pubblico di carattere "universalistico", tipico di uno stato sociale, che garantisce l'assistenza sanitaria a tutti i cittadini, finanziato dallo Stato stesso attraverso la fiscalità generale e le entrate dirette, percepite dalle aziende sanitarie locali attraverso ticket sanitari (cioè delle quote con cui l'assistito contribuisce alle spese) e prestazioni a pagamento.
Esso è costituito sostanzialmente dai vari servizi sanitari regionali, dagli enti e istituzioni di rilievo nazionale e dallo Stato, volte a garantire l'assistenza sanitaria ovvero la tutela o salvaguardia della salute dei cittadini, qualificato dalla legge italiana come diritto fondamentale dell'individuo e interesse della collettività, nel rispetto della dignità e della libertà della persona umana.
In base al principio di sussidiarietà, il servizio sanitario è articolato secondo diversi livelli di responsabilità e di governo: livello centrale - lo Stato ha la responsabilità di assicurare a tutti i cittadini il diritto alla salute mediante un forte sistema di garanzie, attraverso i "livelli essenziali di assistenza" (LEA) a livello regionale; le Regioni infatti hanno la responsabilità diretta della realizzazione del governo e della spesa per il raggiungimento degli obiettivi di salute statali, esse hanno competenza esclusiva nella regolamentazione e organizzazione di servizi e di attività destinate alla tutela della salute e dei criteri di finanziamento delle Aziende Sanitarie Locali e delle aziende ospedaliere, anche in relazione al controllo di gestione e alla valutazione della qualità delle prestazioni sanitarie nel rispetto dei principi generali fissati dalle leggi dello Stato.
Infine concorrono inoltre anche strutture private secondo particolari criteri di accreditamento definiti dalla legge, secondo quanto introdotto dal d.lgs 502/1992.

## Struttura
Il Servizio sanitario nazionale non è un'unica amministrazione, ma un insieme di enti e organi che concorrono al raggiungimento degli obiettivi di tutela della salute dei cittadini. Lo compongono infatti:
A livello centrale organismi statali: 
- Ministero della salute;
- Consiglio Superiore di Sanità;
- Istituto Superiore di Sanità (ISS);
- Agenzia italiana del farmaco (AIFA);
- Agenzia nazionale per i servizi sanitari regionali (AGENAS);
- Istituti zooprofilattici sperimentali;
- Conferenza Stato-Regioni;
- Conferenza permanente per i rapporti tra lo Stato, le regioni e le province autonome.

A livello locale:
- organismi territoriali governati dalle Regioni e dalle Province autonome, ovvero:

- - Aziende sanitarie locali (ASL);
  - Aziende ospedaliere (AO);
  - Istituti di ricovero e cura a carattere scientifico (IRCCS).

## La programmazione sanitaria
Il Servizio sanitario nazionale è caratterizzato da un sistema di "programmazione sanitaria" che si articola:
- nel Piano sanitario nazionale;
- nei piani sanitari regionali.

Il "Piano sanitario nazionale" ha durata triennale (anche se può essere modificato nel corso del triennio) ed è adottato dal Governo, su proposta del Ministero della salute sentite le commissioni parlamentari competenti, nonché le confederazioni sindacali maggiormente rappresentative, tenendo conto delle proposte trasmesse dalle regioni.
Esso indica:
- le aree prioritarie di intervento, anche ai fini di una progressiva riduzione delle diseguaglianze sociali e territoriali nei confronti della salute
- i livelli essenziali di assistenza sanitaria da assicurare per il triennio di validità del Piano
- la quota capitaria di finanziamento assicurata alle regioni per ciascun anno di validità del Piano e la sua disaggregazione per livelli di assistenza
- gli indirizzi finalizzati a orientare il Servizio sanitario nazionale verso il miglioramento continuo della qualità dell'assistenza, anche attraverso la realizzazione di progetti di interesse sovra regionale
- i progetti-obiettivo, da realizzare anche mediante l'integrazione funzionale e operativa dei servizi sanitari e dei servizi socio-assistenziali degli enti locali
- le finalità generali e i settori principali della ricerca biomedica e sanitaria, prevedendo altresì il relativo programma di ricerca
- le esigenze relative alla formazione di base e gli indirizzi relativi alla formazione continua del personale, nonché al fabbisogno e alla valorizzazione delle risorse umane
- le linee guida e i relativi percorsi diagnostico-terapeutici allo scopo di favorire, all'interno di ciascuna struttura sanitaria, lo sviluppo di modalità sistematiche di revisione e valutazione della pratica clinica e assistenziale e di assicurare l'applicazione dei livelli essenziali di assistenza
- i criteri e gli indicatori per la verifica dei livelli di assistenza assicurati in rapporto a quelli previsti

### Il piano sanitario regionale
Il piano sanitario regionale rappresenta il piano strategico degli obiettivi per gli interventi di salute e il funzionamento dei servizi per soddisfare le esigenze specifiche della popolazione regionale anche in riferimento agli obiettivi del Piano sanitario nazionale. Le regioni, entro centocinquanta giorni dalla data di entrata in vigore del piano sanitario nazionale, adottano o adeguano i piani sanitari regionali.
Secondo il Centro per la ricerca economica applicata in Sanità, al finanziamento della sanità pubblica italiana mancano almeno 50 miliardi per avere un'incidenza media sul PIL analoga agli altri paesi dell'Unione europea.

### Piano per le liste di attesa
Ogni anno le regioni redigono un Piano operativo per le liste di attesa che indica le quote di recupero delle liste di attesa previste per le aree obiettivo (ricoveri, screening e prestazioni ambulatoriali). I dati consuntivi sono raccolti dal Ministero della Salute e analizzati dalla Corte dei Conti.
Fra gli strumenti previsti per ridurre le disparità assistenziali vi sono l'incremento degli straordinari del personale medico e infermieristico del SSN e il maggior ricorso ai privati convenzionati.

## Elementi principali

### Prestazioni presso strutture convenzionate e accreditate
Se la struttura privata è riconosciuta e accreditata dal SSN, il cittadino può usufruire di prestazioni (ambulatoriali, diagnostica, chirurgia, ecc.) pagando soltanto il relativo ticket, al medesimo costo che sosterrebbe presso una struttura pubblica.
Il Servizio sanitario nazionale, mediante procedimenti amministrativi che non coinvolgono il cittadino-utente, procede successivamente al rimborso alla struttura privata. Il rimborso varia a seconda della presenza di complicazioni, e che la patologia richieda (DRG chirurgico) o non richieda (DRG medico) interventi chirurgici. I DRG chirurgici hanno costi più alti dal momento che prevedono più figure professionali coinvolte e l'uso di una struttura costosa come la sala operatoria, e beneficiano di rimborsi più alti. Il rimborso prescinde dall'esito dell'intervento, anche in caso di morte del paziente (o in caso di morte presunta), né ha una quota variabile legata a parametri di efficienza, qualità o livello di servizio offerti. 
Le norme nazionali, e il Patto per la sanità Stato-Regioni, non vietano nelle strutture private convenzionate col SSN di collegare la retribuzione variabile di risultato del personale dipendente medico e paramedico (non amministrativo), a obiettivi economici di fatturato, quali possono essere i rimborsi per le prestazioni sanitarie eseguite in regime di convenzione. A cadenza settimanale nelle regioni, dalle strutture sono compilati settimanalmente report relativi agli "eventi sentinella", ossia a quei dati che sono indizio di un comportamento medico scorretto, come per esempio il tasso di ricovero ripetuto per singolo paziente e l'indice di mortalità», oltre alle visite dei Nuclei Operativi di Controllo su SDO e DRG.
L'Agenas ha il compito di verificare che la disponibilità dichiarata dai privati convenzionati sia interamente inserita nei Centri Unici di Prenotazione.

### Informatizzazione e dematerializzazione dei flussi
L'implementazione di una funzione di controllo di gestione e di una contabilità interna a costi standard, integrati da un panel di indicatori di qualità/servizio/soddisfazione dell'utenza, nel settore sanitario consentono alle Regioni e alle singole strutture del SSN di adottare un benchmark per i costi delle singola prestazione sanitaria fra il costo "interno", e quello di:
- altre strutture del SSN regionale;
- altre Regioni;
- rimborsi a strutture private convenzionate.

Sulla base di questi dati di costo-qualità, la collettività in modo democratico e partecipativo, la Regione e le singole strutture possono:
- compiere scelte di make or buy, sia "strategico" sia "tattico": decidere se reinternalizzare ovvero continuare a mantenere all'interno dell'ASL una struttura pubblica in grado di effettuare una certa prestazione, con la concorrenza di strutture private convenzionate, oppure rinviando l'utenza esclusivamente a quelle selezionate tra i privati più efficienti ed efficaci;
- acquisire in leasing operativo o finanziario, macchinari e attrezzature diagnostiche e chirurgiche, con opzione a scadenza, di acquisto con riscatto, o di cambio e ritiro con nuova fornitura allo "stato dell'arte" sopraggiunto;
- porre in atto interventi migliorativi della prestazione sanitaria erogata.

Per un maggiore controllo della spesa sanitaria, dal 2016 è stata introdotta la ricetta elettronica che permette il controllo sulla falsificazione delle ricette o sugli abusi conseguenti al furto dei ricettari: ad esempio, in precedenza il cittadino poteva beneficiare dell'esenzione (senza averne diritto) semplicemente compilando presso gli ambulatori specialistici dell'ASL il modulo di autocertificazione, oppure firmando la ricetta in farmacia all'atto del ritiro; con il nuovo sistema, i codici di esenzione escono prestampati sulla ricetta del medico di base. Come adottato dalla Regione Toscana a partire dal 2014, con la ricetta elettronica per farmaci/visite/esami, diventa tecnicamente fattibile (esce in stampa già precompilato) il pagamento del ticket sanitario con un sistema di tariffe proporzionate e crescenti col reddito, in base all'ISEE. L'indicatore non è più utilizzato soltanto per l'esenzione dei meno abbienti e dei malati cronici, ma come riferimento per i pagamenti in genere delle prestazioni sanitarie.
La dematerializzazione ha come obiettivo la realizzazione di misure di appropriatezza delle prescrizioni, attribuzione e verifica del budget di distretto, farmacovigilanza e sorveglianza epidemiologica.
Ulteriori processi di dematerializzazione riguardano la diagnostica per immagini e la documentazione clinica di laboratorio, secondo le Linee Guida Nazionali del Ministero della salute e della Conferenza Stato-Regioni. Queste dematerializzazioni sono contenute nel FSE, secondo Il Fascicolo Sanitario elettronico-Linee Guida Nazionali del 10 febbraio 2011, tra Governo, Regioni e Province autonome: 
- dati anagrafici
- ricoveri ospedalieri
- farmaci
- esenzioni
- pronto soccorso
- referti di laboratorio analisi
- vaccinazioni
- diario del cittadino
- referti di radiologia

### Il "Fascicolo sanitario elettronico"
Con decreto del Ministero della salute del 7 settembre 2023 è stato introdotto il Fascicolo sanitario elettronico. Esso contiene: referti; verbali pronto soccorso; lettere di dimissione; profilo sanitario sintetico; prescrizioni specialistiche e farmaceutiche; cartelle cliniche; erogazione farmaci a carico SSN e non a carico SSN; vaccinazioni; erogazione di prestazioni di assistenza specialistica; taccuino personale dell'assistito; dati delle tessere per i portatori di impianto; lettera di invito per screening. Il fascicolo è alimentato dalle strutture del SSN o accreditate presso di esso, dai servizi sociosanitari regionali, dagli esercenti le professioni sanitarie, anche convenzionati. Il fascicolo offre i seguenti servizi di base: consultazione di documenti, prenotazione di prestazioni, scelta e revoca del medico di famiglia e pagamento delle prestazioni attraverso piattaforma pagoPA o App IO. Il fascicolo è consultabile dal paziente che ha diritto di conoscere chi ha effettuato l'accesso a quali documenti e di renderlo eventualmente visibile a chi vuole, ad esempio al solo medico di base, che può effettuare ricerche per parole chiave; coloro che hanno salvato un file, conservano il diritto di accesso al medesimo. I dati resi anonimi possono essere usati come Big Data per organizzare campagne di sensibilizzazione e prevenzione, nonché per la ricerca scientifica. Il Fascicolo integra funzionalità di intelligenza artificiale, ad esempio utili a costruire modelli predittivi sui futuri sviluppi della vita clinica di un paziente. È uno strumento interoperabile fra le regioni. Si accede tramite SPID, carta d'identità elettronica e tessera sanitaria.
Il fascicolo 2.1 si propone di contenere: piani terapeutici, la dichiarazione di volontà alla donazione di organi e tessuti, i certificati di idoneità all'attività sportiva.

### Funzioni e attività ambientali
- l'igiene e la sanità pubblica (Servizio igiene e sanità pubblica, SISP);
- la prevenzione, l'igiene e la sicurezza negli ambienti di lavoro (Servizio per la prevenzione e la sicurezza negli ambienti di lavoro, SPSAL);
- l'igiene degli alimenti e della nutrizione (Servizio igiene alimenti e nutrizione, SIAN);
- l'igiene degli allevamenti e delle produzioni zootecniche (Sanità pubblica veterinaria, SVET);

che riguardano la sfera ambientale dell'uomo, nel significato generale di salute individuato dalla legge di riforma sanitaria, restarono nella competenza dei dipartimenti di prevenzione.

### I costi standard
La legge n. 111/2011 disponeva la rinegoziazione unilaterale dei contratti in essere (e la possibilità di recesso) se presenti differenze superiori del 20 per cento rispetto ai prezzi stabiliti dall'Autorità nazionale anticorruzione tramite delibera, che rappresentano costi standard per le stazioni appaltanti e le centrali di acquisto di regioni e ASL.
Con la sentenza n. 104/2013, la Corte Costituzionale è intervenuta in materia di autonomia legislativa sanitaria delle Regioni sottoposte a piani di rientro del debito, stabilendo che i bilanci regionali non possono garantire prestazioni supplementari con un corrispondente incremento della spesa, nemmeno nel caso in cui i saldi complessivi di bilancio restino invariati e tale incremento sia coperto da risorse proprie, quindi senza attingere a quelle statali. Nel caso di specie, il bilancio regionale dell'Abruzzo disponeva rimborsi aggiuntivi rispetto ai LEA previsti a favore dei pazienti oncologici, e l'onero aggiuntivo è stato valutato come una violazione del principio di contenimento della spesa pubblica sanitaria, riferito al più generale principio di coordinamento della finanza pubblica.

## Finanziamento

### Sorgenti pubbliche
Il finanziamento del fondo sanitario nazionale trova le proprie fonti in:
- entrate proprie convenzionali e ricavi delle aziende sanitarie
- compartecipazione da parte delle regioni a statuto speciale
- IRAP, Imposta regionale sulle attività produttive
- IRPEF, Imposta sul reddito delle persone fisiche

Il 97,95% delle risorse stanziate viene dedicato ai Livelli Essenziali di Assistenza (LEA), ovvero i servizi e le prestazioni standard che il Servizio sanitario nazionale deve assicurare a ogni cittadino, in maniera gratuita o compartecipata attraverso le risorse acquisite con il sistema fiscale. Il finanziamento del SSN assorbe l'80% del bilancio delle regioni italiane.
I LEA sono ridistribuiti a loro volta destinando il:
- 5% alla prevenzione della collettività e del singolo
- 45% all'assistenza ospedaliera
- 50% ai distretti presenti sul territorio

Tra le Regioni e le Province autonome, i LEA vengono ripartiti per quota capitaria differenziata pesata, ovvero secondo alcuni criteri che prendono in considerazione l'età, il sesso, il livello di assistenza riguardanti i cittadini residenti, i tassi di mortalità, gli indicatori territoriali epidemiologici.
Ciascuna ULSS viene finanziata dalla Regione di appartenenza con il Fondo Sanitario Regionale attraverso la quota capitaria. Per livelli assistenziali superiori a quelli previsti dal Piano sanitario nazionale, ogni Regione deve impiegare proprie risorse con le quali coprire anche eventuali disavanzi sanitari di gestione delle aziende.
I sistemi di finanziamento si differenziano tra Aziende Sanitarie Locali e Aziende Ospedaliere, infatti:
- nelle ASL
  - finanziamento a funzione, per costi di attività particolari
  - quota capitaria
- nelle AO
  - finanziamento a prestazione, per prestazioni ospedaliere e specialistiche
  - finanziamento a funzione
  - entrate proprie

La dotazione per il 2014 del fondo servizio sanitario nazionale è stata di 109 902 miliardi.
La compartecipazione dei cittadini italiani alla spesa sanitaria nazionale (ovvero i ticket da essi pagati) è stata di 4,4 miliardi di euro (4 nel 2011), di cui 2 miliardi per l'acquisto di farmaci, 755 milioni per i ticket corrisposti per visite ed esami fatti nelle strutture private ma convenzionate con il SSN e 1,5 miliardi per ticket per prestazioni in ambulatori e ospedali pubblici, e per accessi al Pronto Soccorso e visite specialistiche.
Il Piano Sanitario Nazionale indica obiettivi di carattere prioritario rilevanti per l'intero territorio italiano, per i quali sono vincolate quote del Fondo Sanitario Nazionale, assegnate alle Regioni per la predisposizione di specifici progetti, "sulla scorta di linee guida proposte dal Ministero della salute e approvate con Accordo in sede di Conferenza Stato-Regioni". L'Accordo annuale della Conferenza permanente Stato-Regioni in merito alle "linee progettuali per l'utilizzo, da parte delle Regioni, delle risorse vincolate" - (e le eventuali intese)- erano stipulati nella cornice del Patto per la Salute (accordo finanziario e programmatico con orizzonte di riferimento triennale). La valutazione dei progetti e l'erogazione dei fondi alle Regioni, in passato, sono stati subordinati alla valutazione favorevole del Comitato permanente per la verifica dei Livelli Essenziali di Assistenza.
Secondo Rapporto C.R.E.A. Sanità intitolato Manutenzione o Trasformazione: l'intervento pubblico in Sanità al bivio, presentato nel gennaio 2025 nella sede del Cnel a Roma, solo il 20% dei cittadini paga in tasse un importo maggiore dei servizi ricevuti dal SSN. Per un adeguamento ai livelli dell'Unione Europea mancano all'appello 40 miliardi di euro.

### Il ruolo dei privati
Le tendenze alla privatizzazione emergono dai seguenti dati, aggiornati al 2023:
- Il 60% dei fondi finisce nelle mani di privati;
- Il 50% delle istituzioni che si occupano di malattie croniche è privato;
- Più del 80% delle strutture di assistenza sanitaria residenziale è privato.[37]
- Il 74,8% delle famiglie mette mensilmente mano al proprio portafoglio per pagare spese mediche relative a visite, assistenza sanitaria, medicinali[38];
- Il 5,17% del totale spende mensilmente più del 20% dei propri consumi non essenziali per pagare spese mediche per uno o più dei propri membri.[38]

Secondo i dati della Fondazione GIMBE, dal 2010 al 2019 la spesa sanitaria nazionale è stata ridotta di 37 miliardi di euro, di cui 25 miliardi in termini di tagli effettuati dal 2010 al 2015, mentre ulteriori 12 miliardi derivano da un sottofinanziamento rispetto a quanto programmato per il periodo 2015-2019. Al 2022, il gap della spesa sanitaria pro capite con la media dei paesi dell'OCSE è pari a 48.8 miliardi di euro.
Secondo un'indagine commissionata da Facile.it alla società di ricerche di mercato Norstat e a MuP, nel 2022 14 milioni di italiani hanno rinunciato a curarsi, il 64% a causa dei tempi di attesa e il 60% a causa dei costi troppo elevati. Il 15% ha chiesto aiuto ai familiari, mentre il 5% ha acceso un prestito bancario per pagarsi le cure.
Secondo dati Mediobanca, nel 2022 la sanità privata italiana ha fatturato 10,6 miliardi di euro, segnando un +8,7% sul 2019. In ordine di fatturato, i principali operatori di settore sono: gruppo Papiniano (la holding lombarda del Gruppo San Donato e del San Raffaele), la Humanitas controllata dalla siderurgica Techint e guidata da Gianfelice Rocca, il Gruppo Villa Maria fondato dall'ex magazziniere e oggi presidente e a Ettore Sansavini, il vaticano Gemelli e la Kos dei De Benedetti.

## Dati statistici

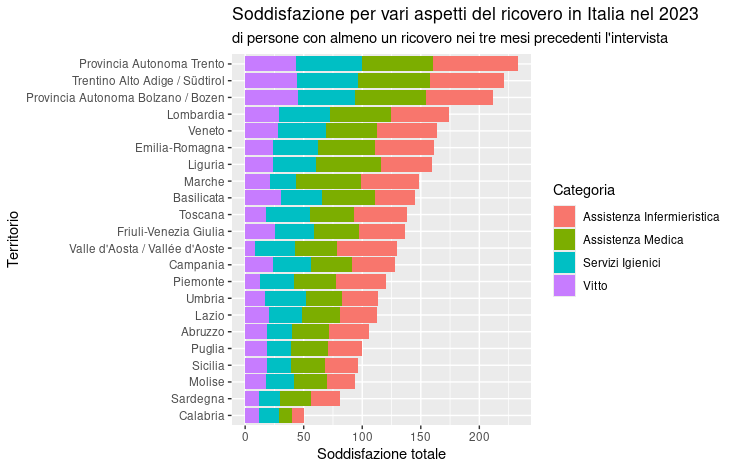
Fonte: Istat Per ogni regione italiana è stata presa la misura dell'AVQ (aspetti della vita quotidiana) relativa al cibo, assistenza medica ecc. per 100 persone con le stesse caratteristiche e ne viene fatta la somma.

### Aziende ospedaliere
Ogni anno l'Agenas pubblica il rapporto "Programma nazionale esiti" che riporta la classifica dei migliori ospedali d'Italia per area d'intervento. Secondo i dati del Ministero della Salute, al 2024, quasi tutti i primi 20 centri ospedalieri per il trattamento delle malattie ad alta complessità si trovano nel Centro-nord Italia, determinando il fenomeno del turismo sanitario dalle regioni meridionali a quelle con una sanità pubblica migliore.

### Posti letto presso strutture sanitarie
Secondo dati OCSE, i posti letto sono 3,2 ogni 1 000 persone contro una media europea di 5; gli infermieri sono 6,3 ogni 1 000 abitanti, contro una media UE di 8,3.
Di seguito sono riportati i posti letto per 1 000 abitanti degli istituti di cura pubblici e privati, disaggregati a livello regionale:
| Territorio            | 1999 | 2000 | 2001 | 2002 | 2003 | 2004 | 2005 | 2022 |
| --------------------- | ---- | ---- | ---- | ---- | ---- | ---- | ---- | ---- |
| Trento                | 4,51 | 4,97 | 4,9  | n.d. | 3,72 | n.d. | 4,59 | 3,6  |
| Emilia-Romagna        | 5,12 | 4,85 | 4,85 | 4,77 | 4,67 | 4,39 | 4,46 | 3,5  |
| Trentino-Alto Adige   | 5,34 | 5,38 | 5,18 | 4,78 | 4,37 | 4,16 | 4,55 | 3,4  |
| Nord-Ovest            | 5,21 | 5,04 | 4,88 | 4,56 | 4,24 | 4,12 | 4,16 | 3,3  |
| Piemonte              | 5,32 | 5,04 | 4,95 | 4,47 | 4,38 | 4,21 | 4,11 | 3,3  |
| Bolzano - Bozen       | 6,18 | 5,79 | 5,47 | 5,22 | 5,05 | 4,77 | 4,5  | 3,2  |
| Lazio                 | 6,44 | 6,06 | 5,87 | 5,65 | 5,37 | 5,19 | 5,16 | 3,2  |
| Liguria               | 5,34 | 5,32 | 5,15 | 5,05 | 3,64 | 3,65 | 4,47 | 3,2  |
| Lombardia             | 5,15 | 5    | 4,82 | 4,53 | 4,28 | 4,16 | 4,13 | 3,2  |
| Molise                | 4,97 | 4,58 | 4,65 | 4,77 | 5,03 | 4,99 | 5,22 | 3,2  |
| Nord-Est              | 5,18 | 4,92 | 4,81 | 4,64 | 4,4  | 4,13 | 4,11 | 3,2  |
| Abruzzo               | 5,23 | 4,32 | 4,15 | 4,6  | 4,05 | 3,52 | 4,2  | 3,1  |
| Friuli Venezia Giulia | 5,61 | 5,13 | 4,99 | 4,76 | 4,35 | 3,88 | 3,68 | 3,1  |
| Valle D'Aosta         | 3,85 | 3,75 | 3,83 | 3,61 | 3,5  | 3,44 | 3,37 | 3,1  |
| Basilicata            | 4,08 | 4,1  | 4,09 | 4,03 | 3,18 | 3,2  | 3,14 | 3    |
| Centro                | 5,51 | 5,26 | 5,09 | 4,98 | 4,52 | 4,45 | 4,41 | 3    |
| Italia                | 4,93 | 4,72 | 4,62 | 4,44 | 4,16 | 3,99 | 4,01 | 3    |
| Umbria                | 4,26 | 3,97 | 3,79 | 3,67 | 3,32 | 3,3  | 3,09 | 3    |
| Veneto                | 5,09 | 4,83 | 4,65 | 4,47 | 4,19 | 3,96 | 3,83 | 3    |
| Marche                | 4,99 | 4,88 | 4,7  | 4,57 | 3,76 | 4,03 | 3,98 | 2,9  |
| Puglia                | 4,72 | 4,41 | 4,26 | 4,02 | 3,97 | 3,67 | 3,78 | 2,9  |
| Sardegna              | 4,94 | 5,08 | 4,66 | 4,66 | 4,47 | 4,34 | 4,31 | 2,9  |
| Isole                 | 4,24 | 4,15 | 4,04 | 4,12 | 3,93 | 3,71 | 3,67 | 2,8  |
| Sicilia               | 4,01 | 3,84 | 3,84 | 3,94 | 3,75 | 3,5  | 3,45 | 2,8  |
| Sud                   | 4,31 | 4,06 | 4,09 | 3,89 | 3,73 | 3,51 | 3,61 | 2,7  |
| Toscana               | 4,67 | 4,57 | 4,42 | 4,49 | 3,88 | 3,82 | 3,79 | 2,7  |
| Calabria              | 4,45 | 4,5  | 5,05 | 4,16 | 5,01 | 4,24 | 3,87 | 2,6  |
| Campania              | 3,76 | 3,56 | 3,58 | 3,47 | 3,03 | 3,1  | 3,23 | 2,5  |

### Personale impiegato
Al 2015, erano occupati nel comparto sanità circa 2,2 milioni di lavoratori, pari al 10% della forza lavoro del Paese. L'Italia si posiziona fra i primi sei Paesi in Europa per il tasso di insoddisfazione del SSN e per la qualità percepita dai cittadini.
Al 2020, il 60% dei medici italiani risultava avere più di 60 anni, rappresentando la quota più alta al mondo dopo la Lettonia. Secondo dati della Fondazione GIMBE, al 2022, contando anche gli infermieri che non lavorano per il SSN, in Italia lavorano 6 infermieri ogni 1 000 abitanti, contro una media OCSE di 9.9.Secondo il rapporto Censis-Fnomceo, al 2022, il servizio sanitario Nazionale era uno dei principali datori di lavoro della pubblica amministrazione con 670 000 addetti, oltre a 57 000 tra medici, guardie mediche e pediatri di famiglia. Il valore aggiunto era pari a 127 miliardi di euro, corrispondente al 6,5% del PIL. Ogni euro speso nella sanità pubblica generava un moltiplicatore della produzione interna diretta, indiretta e dell'indotto pari a 1,84.
Nel 2023 il rapporto di Cittadinanzattiva dal titolo Bisogni di salute nelle aree interne, tra desertificazione sanitaria e PNRR - Provincia che vai, carenza di personale sanitario che trovi, ha evidenziato le carenze di operatori sanitari sul territorio nazionale.

### Spesa sanitaria complessiva

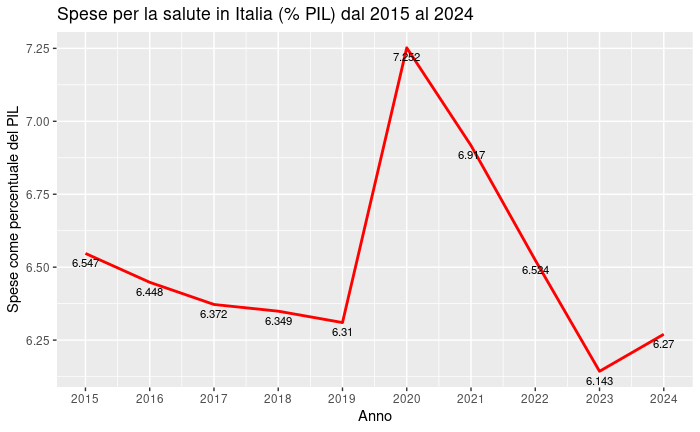
Fonte:[https://www.oecd.org/en/data/datasets/oecd-health-statistics.html OECD

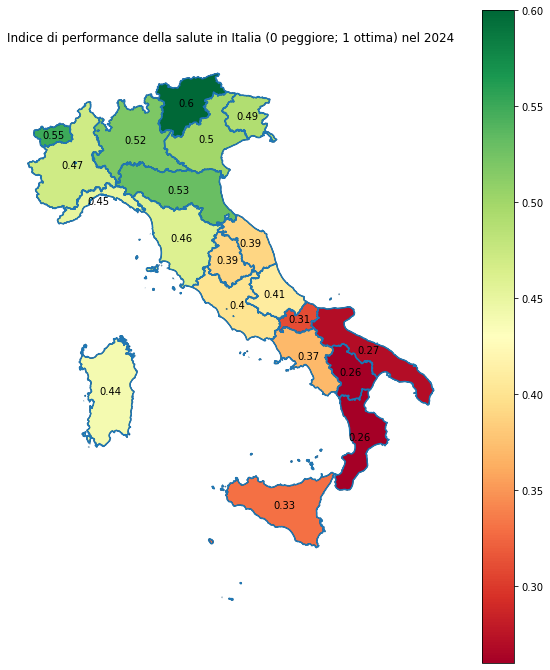
Fonte:[https://www.creasanita.it/wp-content/uploads/2024/06/DEF_Le-Performance-Regionali_2024-1.pdf#page=35 Crea Sanità

Secondo il 30º Rapporto Italia pubblicato alla fine del 2017 dall'Eurispes, la spesa sanitaria incide fra il 6 e il 7% del PIL, con una quota del 36% per il costo delle risorse umane, ed è pari al 14% della spesa pubblica. Secondo una ricerca dell'OMS, risalente al 2000, l'Italia aveva il secondo sistema sanitario migliore del mondo in termini di efficienza di spesa e accesso alle cure pubbliche per i cittadini, dopo la Francia. Nel 2014 secondo una classifica elaborata da Bloomberg risultava terza nel mondo per efficienza della spesa.
Secondo dati OCSE, al 2023 la spesa sanitaria in Italia è di 2 609 euro contro una media dell'Unione europea di 3 159, pari al 8,45% del PIL (rispetto a una media UE del 10,9%). Al 2024 risulta sotto finanziato al 6,2% del PIL, contro una media europea dell'8%, e inferiore a 20 anni fa.

## Rimborsabilità dei farmaci
Il Sistema sanitario prevede per alcune categorie di farmaci l'esenzione per patalogia o per reddito, rendendoli totalmente a carico del SSN o introducendo una quota di compartecipazione del paziente. 
Recependo la legge di bilancio del 2025, l'Aifa ha dovuto escludere dall'accesso al Fondo per l'innovatività i farmaci destinati a malattie non rare come le patologie cardiovascolari o degenerative, discriminando in base alle condizioni sanitarie dei pazienti.